# Gardet (champagne)
Gardet is een Frans champagnehuis dat in 1895 werd opgericht. Het is een zelfstandig bedrijf dat in Épernay werd gesticht maar nu in Chigny-les-Roses is gevestigd.

## Champagnes
Het huis produceert verschillende champagnes:
- De Brut Réserve is de Brut Sans Année, de meestverkochte champagne en tevens het visitekaartje van het huis. Deze wijn is geassembleerd uit gelijke delen pinot noir, pinot meunier en chardonnay. De constante kwaliteit wordt gegarandeerd door de wijn aan te vullen met een kwart wijnen uit de in eikenhouten vaten bewaarde reserves van het huis. Vandaar de aanduiding "réserve". Dit is een brut champagne waaraan ongeveer 5 gram suiker per liter is toegevoegd.
- De Brut Selected Reserve verschilt van de Brut Réserve door de lagering in eiken vaten waarin de jonge stille wijn een jaar lang heeft gerust. De wijn kreeg een dosage van ongeveer 8 gram suiker per liter.
- De Brut Tradition is voor 90% uit pinot noir en pinot meunier geassembleerd. De dosage is 8 of 9 gram per liter.
- De Brut Rosé is met 15% rode wijn uit de Champagne op kleur gebracht. De dosage is 8 gram suiker per liter.
- De Brut Premier Cru is gemaakt van druiven uit de premier cru-gemeente hautvillers. Men assembleerde de wijn uit 60% pinot noir en 40% pinot meunier. De dosage is 8 of 9 gram suiker per liter.
- De Brut Blanc de Blancs is een blanc de blancs, een witte wijn van witte druiven uit de premier cru-gemeenten van de Champagne. De dosage is 6 gram suiker per liter.
- De Demi-Sec is een zoetere champagne. Aan de assemblage van 45% oinot noir, 45& pinot meunier en 10% chardonnay werd in de liqueur d'expédition 35 gram suiker per liter toegevoegd om de wijn Demi-Sec te maken.
- De Prestige Charles Millésime werd in 2002 en 2012 gemaakt. De Millésime is de cuvée de prestige van het huis en werd van 70% chardonnay van grand cru en premier cru-dorpen in de Côte des Blancs en 30% pinot noir premier cru van de Montagne de Reims gemaakt, De jonge wijn werd in het voorjaar na de oogst gekoeld om de spontaan optredende tweede of malolactische gisting tegen te gaan. De champagne heeft daarna 8 jaar lang op gist gerust voordat tot de dégorgement werd overgegaan. De dosage is 8 gram per liter.
- De Prestige Charles Rosé de Saignée Millésime Premier Cru is een roséchampagne van gelijke delen pinot noir uit premier cru-gemeenten en pinot meunier uit de premier cru-gemeente Chigny-les-Roses op de Montagne de Reims. Voor de rode wijn die deze blanc de noirs de roze kleur geeft werd de saignéemethode gebruikt. De dosage is met tussen de 8 en 10 gram suiker per liter gering gehouden. De wijn heeft 2 of 3 jaar in de kelders op gist mogen rijpen.